# Exoplanet Transit Database

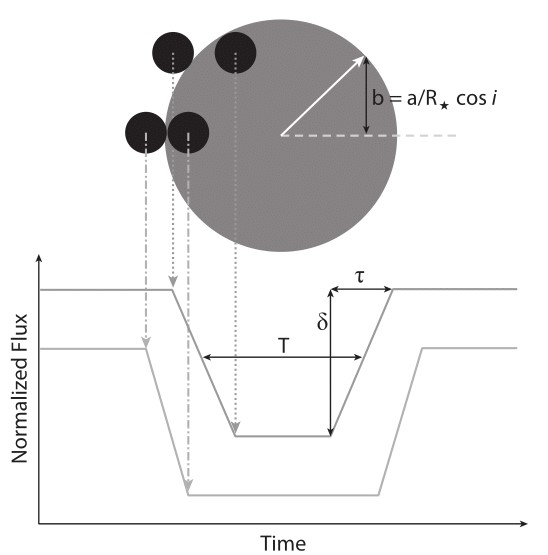
Teoretická světelná křivka tranzitující exoplanety

Exoplanet Transit Database (ETD) je online informační zdroj (databáze) obsahující světelné křivky přechodů (tranzitů) exoplanet, které jsou vhodné pro pozemní pozorování. Provozovatelem je Sekce proměnných hvězd a exoplanet České astronomické společnosti. Databáze byla spuštěna v září 2008 a skládá se ze tří částí – z předpovědí (predikcí) přechodů exoplanet, z nahrávání dat (světelných křivek tranzitů exoplanet) a z jejich zpracování. ETD poskytuje mimo jiné informace o době, kdy bude tranzit ve své polovině (anglicky mid-transit time), o době trvání tranzitu (anglicky duration) a o jeho hloubce (anglicky depth of transit).
Databáze ETD je spolu s archivem NASA Exoplanet Archive považována za jeden z hlavních informačních zdrojů, který astronomům umožňuje předpovídat a plánovat pozemní pozorování tranzitů exoplanet.